# Знак военного лётчика (Бавария)
Знак военного летчика (нем. Militär-Flugzeugführer-Abzeichen) — квалификационный знак военного летчика Баварии.

## Учреждение
Знак учрежден принцем-регентом Королевства Баварии Людвигом 4 февраля 1913 года вслед за учреждением аналогичного знака военного летчика в Пруссии императором Вильгельмом II в день своего рождения 27 января 1913 года для ношения летчиками и отличия их от наземных военнослужащих. Согласно условиям вхождения Королевства Баварии в состав Империи, королевство обладало правом на сохранение собственной наградной системы, существовавшей параллельно прусской.

## Вручение и обладание знаком
Знак также как и знак знака военного летчика Пруссии вручался всем солдатам, унтер-офицерам и офицерам, включенным в список военных летчиков соответствующей авиационной службы Баварии. Первый экземпляр знака выдавался за казенный счет. Первоначальное вручение знака происходило по факту сдачи квалификационных экзаменов на право управлять летательным аппаратом. В последующем вручение происходило после выполнения первых боевых вылетов. Некоторые германские пилоты получили знак после перемирия в 1917 году.
Знак подлежал изъятию в случае исключения из списков военных летчиков, а в случае списания с летной должности по ранению и при наличии выдающихся заслуг знак сохранялся у своего владельца.
В случаях когда летчик служил на нелетных должностях знак летчика носился пока летчик оставался в списках летного состава и проходил по несколько раз в год квалификационную переаттестацию на звание военного летчика. При увольнении в запас военные летчики имели право на ношение знака, если входили в списочный состав летного состава и обязывались по первому требованию проходить квалификационную переаттестацию и, при необходимости, переподготовку.

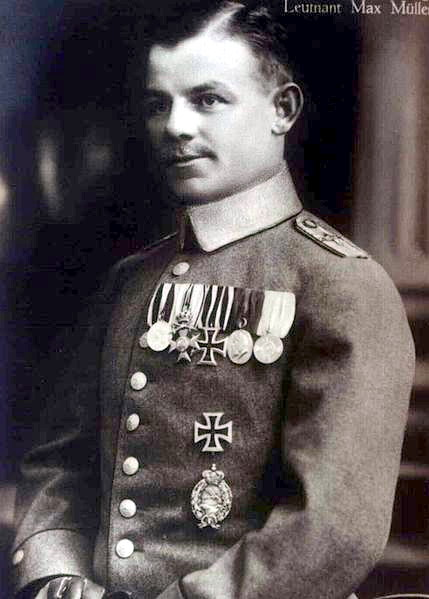
На снимке Макса фон Мюллера знак расположен на левой стороне груди ниже Железного Креста.

В апреле 1920 года после окончательной ликвидации военной авиации Германии процедура вручения квалификационных знаков продолжалась до 31 января 1921 года. Выпуск знаков продолжался до конца Второй Мировой войны. Летчики-ветераны Первой Мировой войны имели возможность приобрести знак при предъявлении соответствующего документ а. Общее количество пилотских знаков, выпущенных с 1913 года точно не известно ввиду потери документов во время бомбардировок Второй Мировой войны. Считается, что общее количество выданных знаков составляло десятки тысяч.

## Ношение
Знак носился на левой стороне мундира.

## Форма и описание знака
Знак военного летчика Баварии аналогичен прусскому образцу. Выполнен в форме вертикального овала, обрамленного широким венком. Левая часть, состоящая из лавровых листьев символизирует победу, а правая часть из дубовых листьев — силу и упорство. В нижней части обе ветви были перевязаны лентой с бантом, что отражает единство этих качеств. Основным видимым отличием Знака военного летчика Пруссии является корона королевского дома Виттельсбахов, которая венчает сам знак. В центре знака располагается изображение одного из первых германских самолетов — моноплана «Голубь» (Rumpler-Taube), летящего над холмистой сельской местностью.